# Saccharum angustifolium
Saccharum angustifolium är en gräsart som först beskrevs av Christian Gottfried Daniel Nees von Esenbeck, och fick sitt nu gällande namn av Carl Bernhard von Trinius. Saccharum angustifolium ingår i släktet Saccharum och familjen gräs. Inga underarter finns listade i Catalogue of Life.